# Aixa (zoroastrisme)
Aixa (avèstic: 𐬀𐬴𐬀, aṣ̌a; antic persa arta; pahlavi: ard) és un dels principis centrals del zoroastrisme i representa la «veritat», «justícia» o «ordre», i pot ser traduït com ‘allò que està lligat de forma adequada, en el seu lloc correcte’. Pels indoiranians, tota criatura física (geti) estava determinada segons un pla còsmic. El seu oposat és druj (drauga, en persa antic), que representa la «falsedat» i el «caos».
Té un equivalent en sànscrit vèdic, ṛtá, que també deriva del proto-indoiranià.